# Урбаноніми Миколаєва
Список урбанонімів Миколаєва, затверджених рішенням Миколаївської міської ради від 3 вересня 2009 № 36/27 (зі змінами та доповненнями).
На виконання Закону України «Про засудження комуністичного та націонал-соціалістичного (нацистського) тоталітарних режимів в Україні та заборону пропаганди їхньої символіки», враховуючи численні звернення мешканців м. Миколаєва та громадських організацій, результати громадського обговорення, проведеного з 18.12.2015 по 18.02.2016, та громадського опитування, проведеного на офіційному вебсайті Миколаївської міської ради з 18.01.2016 по 18.02.2016 розпорядженням Миколаївського міського голови від 19 лютого 2016 р. № 28р було перейменовано 129 урбанонімів міста, в тому числі 120 вулиць і провулків, 2 проспекти, 1 проїзд, 1 площа, 3 сквери і 2 парка. Крім того перейменовано 1 район Миколаєва — Ленінський на Інгульський. Також, розпорядженням голови Миколаївської ОДА від 21 травня 2016 р. № 197-р «Про перейменування об'єктів топоніміки та демонтаж пам'ятників та пам'ятних знаків» перейменовано 25 урбанонімів міста.
Назва, в якій є посилання на дату події, номер військових формувань або іншу цифру, шукати за алфавітом за першим словом після цифри.

## Бульвари
| Реє- стр. № | Зображення | Назва урбаноніму    | Район                  | Місцевість                   | Відомості про надання назви                                  | Старі назви                                                  | Скорочені або неправильно перекладені назви, які зустрічаються в документах | Відомості про перейменування                                 |
| 1.          |            | Бузький бульвар     | Заводський Центральний | Сухий Фонтан Спаське урочище |                                                              | рішення виконавчого комітету міської ради від 07.05.63 № 410 | Бузький бульвар вулиця                                                      |                                                              |
| 2.          |            | Офіцерський бульвар | Центральний            | Матвіївка                    | рішення виконавчого комітету міської ради від 23.04.93 № 187 |                                                              |                                                                             |                                                              |
| 3.          |            | Флотський бульвар   | Центральний            | Історичний центр             |                                                              |                                                              | Морський бульвар (історична назва з 1826 р.) бульвар ім. Макарова           | рішення виконавчого комітету міської ради від 15.04.75 № 390 |

## Проспекти
| Реє- стр. № | Зображення | Назва урбаноніму        | Район                              | Місцевість                      | Відомості про надання назви                                 | Старі назви | Скорочені або неправильно перекладені назви, які зустрічаються в документах | Відомості про перейменування |
| 1.          |            | Героїв України проспект | Центральний                        | Соляні                          | Київське шосе                                               | ПГС, Героїв Сталінграда проспект | Військове містечко 100 (для частини будинків)                               | Розпорядження голови ОДА від 21 травня 2016 року |
| 2.          |            | Богоявленський проспект | Інгульський Корабельний            | ЮТЗ Широка Балка Богоявленський |                                                             | Жовтнева вулиця + 11 Слобідська вулиця (від Центрального проспекту) Жовтневий проспект | Октябрьський проспект                                                       | рішення виконавчого комітету міської ради від 30.11.62 № 1706 Розпорядження Миколаївського міського голови від 19 лютого 2016 р. № 28р |
| 3.          |            | Корабелів проспект      | Корабельний                        | Богоявленський                  |                                                             | |                                                                             | |
| 4.          |            | Центральний проспект    | Заводський Центральний Інгульський | Історичний центр Слобідка       |                                                             | Херсонська вулиця (історична назва з 1835 р.) 1-го травня вулиця Херсонська вулиця Ново-Херсонська вулиця (від вул. Кур'єрської, зараз вулиця Рюміна, до вулиці Спортивної) проспект Леніна | Першотравнева вулиця                                                        | рішення виконавчого комітету міської ради від 07.05.52№ 822 рішення виконавчого комітету міської ради від 22.04.60 № 372 рішення виконавчого комітету міської ради від 30.11.62 № 1706 Розпорядження Миколаївського міського голови від 19 лютого 2016 р. № 28р |
| 5.          |            | Миру проспект           | Інгульський                        | Новий Водопій ЮТЗ               | рішення виконавчого комітету міської ради від 29.01.69 № 19 | Миру вулиця (між вулицею 11 Слобідською, Богоявленським проспектом та вулицею 16 Лінією) |                                                                             | рішення виконавчого комітету міської ради від 30.11.62 № 1706 |

## Інше (проїзди, спуски, шосе і т. ін.)
| Реє- стр. № | Зображення | Назва урбаноніму             | Район             | Місцевість                                     | Відомості про надання назви                                  | Старі назви                                                                                        | Скорочені або неправильно перекладені назви, які зустрічаються в документах                                               | Відомості про перейменування                                             |
| 1.          |            | Аляуди                       | Інгульський       | Аляуди                                         |                                                              | | Аляуди (півострів) |                                                                          |
| 2.          |            | А проїзд                     | Заводський        | Мала Корениха                                  |                                                              | | проїзд «А» |                                                                          |
| 3.          |            | Б проїзд                     |                   |                                                |                                                              | | проїзд «Б» |                                                                          |
| 4.          |            | Б проїзд                     | Заводський        | Мала Корениха                                  |                                                              | | проїзд «Б» |                                                                          |
| 5.          |            | Блок-пост — 230              | Корабельний       | Широка Балка                                   |                                                              | | Блок пост — 230 (Широка Балка)                                                                                            |                                                                          |
| 6.          |            | Варварівський спуск          | Заводський        | Сухий Фонтан                                   |                                                              | | Варварівський спуск вулиця                                                                                                |                                                                          |
| 7.          |            | Внутрішньоквартальний проїзд | Центральний район | Історичний центр                               |                                                              | | Внутрішньоквартальний Проїзд                                                                                              |                                                                          |
| 8.          |            | Г проїзд                     | Інгульський       | Новий Водопій                                  |                                                              | | проїзд «Г» |                                                                          |
| 9.          |            | Громадянський узвіз          | Заводський        | район Морського порту                          |                                                              | | |                                                                          |
| 10.         |            | Дідова Хата                  | Заводський        | Мала Корениха                                  |                                                              | | |                                                                          |
| 11.         |            | Залізничне селище            | Заводський        | Абісінія                                       |                                                              | | |                                                                          |
| 12.         |            | Інгульський проїзд           | Центральний район | Ракетне Урочище                                |                                                              | | Інгульський Проїзд вул.                                                                                                   |                                                                          |
| 13.         |            | Інгульський роз'їзд          | Центральний район | Тернівка                                       |                                                              | | |                                                                          |
| 14.         |            | Індивідуальний проїзд        | Інгульський       | ЮТЗ                                            |                                                              | | |                                                                          |
| 15.         |            | Інгул станція                | Центральний район | між Тернівкою і Коларівкою                     |                                                              | | вулиця Залізнична (станція Інгул) станція Інгул 93 км станція Інгул залізничний будинок станція Інгул залізничний переїзд |                                                                          |
| 16.         |            | Інгульський роз'їзд          |                   |                                                |                                                              | | |                                                                          |
| 17.         |            | Інгульський спуск            | Центральний район | Історичний центр                               |                                                              | | |                                                                          |
| 17.1        |            | Каботажний мол               | Заводський        | район Морського порту                          |                                                              | | |                                                                          |
| 18.         |            | Каботажний спуск             | Заводський        | район ЧСЗ                                      |                                                              | історична назва з 90-х років ХІХ ст.                                                               | |                                                                          |
| 19.         |            | 56 кілометр                  | Інгульський       |                                                |                                                              | | 56 км 56 роз'їзд (Інгульський район)                                                                                      |                                                                          |
| 20.         |            | 88 кілометр                  |                   |                                                |                                                              | | 88-й кілометр 88 километр залізничний будинок 88 км                                                                       |                                                                          |
| 21.         |            | 225 кілометр                 | Інгульський       |                                                |                                                              | | 225 км (Інгульський район)                                                                                                |                                                                          |
| 22.         |            | Кульбакине станція           | Корабельний       | Кульбакине                                     |                                                              | | |                                                                          |
| 23.         |            | Лінійний проїзд              | Центральний район | Соляні                                         |                                                              | | Лінійний проїзд вулиця |                                                                          |
| 24.         |            | Мішково станція              | Інгульський       | Балка Бєлікова                                 |                                                              | | |                                                                          |
| 25.         |            | Новий інвалідний хутір       | Заводський        | Абісінія                                       |                                                              | | НІХ Новий інвалідний хутір вулиця                                                                                         |                                                                          |
| 26.         |            | Одеське шосе                 | Центральний район | Варварівка                                     |                                                              | Коммунальна вулиця (Варварівка)                                                                    | Одеське шосе вулиця Спортивне поле (для одного будинку — № 92)                                                            | рішення виконавчого комітету міської ради від 30.11.62 № 1706            |
| 27.         |            | Поромний спуск               | Заводський        | Велика Корениха                                |                                                              | | Поромний Спуск |                                                                          |
| 28.         |            | Поромний спуск               | Центральний район | Воєнна Слобідка                                |                                                              | | Поромний Спуск Поромний спуск провулок                                                                                    |                                                                          |
| 29.         |            | Питомник                     | Корабельний       | Широка Балка                                   |                                                              | | Пітомник вулиця |                                                                          |
| 30.         |            | Побережний проїзд            | Інгульський       | Старий Водопій                                 |                                                              | | |                                                                          |
| 31.         |            | 1 Проїзд                     |                   |                                                |                                                              | | |                                                                          |
| 32.         |            | Садовий проїзд               | Інгульський       | Старий Водопій                                 |                                                              | | |                                                                          |
| 33.         |            | Сиверсова коса               | Корабельний       | Богоявленський                                 |                                                              | | |                                                                          |
| 34.         |            | Спаський спуск               | Заводський        | Сухий Фонтан                                   |                                                              | | |                                                                          |
| 35.         |            | Старий інвалідний хутір      | Заводський        | Абісінія                                       |                                                              | назва з 1861 р.                                                                                    | Старий Інвалідний хутір СІХ Старий Інвалідний хутір вулиця                                                                |                                                                          |
| 36.         |            | Темвод                       | Центральний район | Темвод                                         |                                                              | | «Темвод» |                                                                          |
| 37.         |            | Тернівка станція             | Центральний район | Тернівка                                       |                                                              | | станція Тернівка залізничний будинок                                                                                      |                                                                          |
| 38.         |            | Тернівська розвилка          | Центральний район | Соляні                                         |                                                              | | |                                                                          |
| 39.         |            | 1 Тернівський проїзд         | Центральний район | Тернівка                                       | рішення виконавчого комітету міської ради від 27.08.93 № 399 | | |                                                                          |
| 40.         |            | 2 Тернівський проїзд         | Центральний район | Тернівка                                       | рішення виконавчого комітету міської ради від 27.08.93 № 399 | | |                                                                          |
| 41.         |            | 3 Тернівський проїзд         | Центральний район | Тернівка                                       | рішення виконавчого комітету міської ради від 27.08.93 № 399 | | |                                                                          |
| 42.         |            | Троїцький проїзд             | Інгульський       | Старий Водопій                                 |                                                              | Кіровський проїзд                                                                                  | Кіровський проїзд вулиця                                                                                                  | Розпорядження Миколаївського міського голови від 19 лютого 2016 р. № 28р |
| 43.         |            | Херсонське шосе              | Інгульський       | Старий Водопій Новий Водопій 13 Лінія Промзона |                                                              | Херсонська вулиця (від вулиці 11 Слобідської — нова назва проспект Жовтневий — до вулиці 16 Лінії) | Херсонське шосе вулиця Дільниця живого захисту (для частини будинків)                                                     | рішення виконавчого комітету міської ради від 30.11.62 № 1706            |

## Площі
| Реє- стр. № | Зображення | Назва урбаноніму                | Район       | Місцевість                                           | Відомості про надання назви                                  | Старі назви | Скорочені або неправильно перекладені назви, які зустрічаються в документах | Відомості про перейменування                                             |
| 1.          |            | Адміралтейська площа            | Центральний | Історичний центр                                     |                                                              | Адміралтейська площа (історична назва з 1830 р., перейменована у 1920 р.) Площа Комунарів (до 2016)                                               |                                                                             | Розпорядження Миколаївського міського голови від 19 лютого 2016 р. № 28р |
| 2.          |            | Площа імені Анатолія Ганькевича | Заводський  | район ЧСЗ                                            | рішення міської ради від 21.11.02 № 7/14                     | |                                                                             |                                                                          |
| 3.          |            | Заводська площа                 | Корабельний | Богоявленський                                       |                                                              | |                                                                             |                                                                          |
| 4.          |            | Соборна площа                   | Центральний | Історичний центр                                     |                                                              | Магістратська площа (перша назва з початку ХІХ ст.) Соборна площа (з 1869 р.) Радянська площа (з 20-х років XX ст.) Площа Леніна (з 1958 до 2015) |                                                                             | рішення міської ради від 14.05.2015                                      |
| 5.          |            | Площа імені Миколи Леонтовича   | Інгульський | район Миколаївського зоопарку                        | рішення міської ради від 21.11.02 № 7/14                     | |                                                                             |                                                                          |
| 6.          |            | Площа Перемоги                  | Інгульський | ЮТЗ                                                  | рішення виконавчого комітету міської ради від 22.03.85 № 208 | |                                                                             |                                                                          |
| 7.          |            | Привокзальна площа              | Заводський  | Історичний центр (біля Старого залізничного вокзалу) |                                                              | |                                                                             |                                                                          |
| 8.          |            | Площа Суднобудівників           | Заводський  | Історичний центр                                     |                                                              | |                                                                             |                                                                          |

## Сквери
| Реє- стр. № | Зображення | Назва урбаноніму                   | Район       | Місцевість                           | Відомості про надання назви                 | Старі назви | Скорочені або неправильно перекладені назви, які зустрічаються в документах | Відомості про перейменування                                             |
| 1.          |            | Сквер Університетський             | Центральний | Історичний центр                     |                                             | Копитівський сквер (з кінця ХІХ ст.), сквер Гмирьова                                                                               |                                                                             | Розпорядження голови ОДА від 21 травня 2016 року                         |
| 2.          |            | Сквер імені Тараса Шевченка        | Заводський  | Сухий Фонтан                         |                                             | Пароходна площа (середина ХІХ ст.) Спаська площа (з 80-х років ХІХ ст.)                                                            | сквер імені Т. Г. Шевченка                                                  |                                                                          |
| 3.          |            | Сквер імені Юрія Макарова          | Заводський  | Намив                                | рішення міської ради від 21.11.02 № 7/14    | |                                                                             |                                                                          |
| 3а.         |            | Сквер імені Михайла Александрова   | Заводський  | район Центрального міського стадіону |                                             | Студентський сквер |                                                                             | рішення міської ради № 17/10 від 2012-05-31                              |
| 4.          |            | Каштановий сквер                   | Центральний | Історичний центр                     |                                             | Театральний сквер |                                                                             |                                                                          |
| 5.          |            | Потьомкінський сквер               | Центральний | Історичний центр                     | рішення міської ради від 30.10.08 № 29/16   | |                                                                             |                                                                          |
| 6.          |            | Манганаріївський сквер             | Центральний | Історичний центр                     |                                             | Гімназична площа (з кінця 60-х років ХІХ ст.) Манганаріївський сквер (з 80-х років ХІХ ст.) Пролетарський сквер                    |                                                                             | Розпорядження Миколаївського міського голови від 19 лютого 2016 р. № 28р |
| 6.1.        |            | Святодухівський сквер              | Інгульський | Старий Водопій                       | рішення міської ради від 22.01.10 № 43/36   | сквер 1 Травня |                                                                             |                                                                          |
| 7.          |            | Сквер Ради Європи                  | Центральний | Історичний центр                     | рішення міської ради від 21.11.02 № 7/14    | |                                                                             |                                                                          |
| 8.          |            | Аркасівський сквер                 | Центральний | Історичний центр                     |                                             | Адміральский сквер (друга половина ХІХ ст.) Аркасівський сквер (кінець ХІХ ст.) Маріїнський сквер (початок XX ст.) Сиваський сквер |                                                                             | Розпорядження Миколаївського міського голови від 19 лютого 2016 р. № 28р |
| 9.          |            | Сквер «Миколаївський»              | Інгульський | ЮТЗ                                  | рішення міської ради від 13.05.2010 № 46/9  | |                                                                             |                                                                          |
| 10.         |            | Сквер імені Данила Самойловича     | Корабельний | Богоявленський                       | рішення міської ради від 13.05.2010 № 46/10 | |                                                                             |                                                                          |
| 11.         |            | Сквер імені Олександра Казарського | Інгульський | Старий Водопій                       | рішення міської ради від 22.04.2010 № 45/16 | |                                                                             |                                                                          |
| 12.         |            | Сквер імені Михайла Ливанова       | Корабельний | Богоявленський                       | рішення міської ради від 22.04.2010 № 45/17 | |                                                                             |                                                                          |
| 13.         |            | Сквер Юних героїв                  | Заводський  | Спаськ (Спаський пагорб)             |                                             | Народний сад комітету тверезості (з початку XX ст.) Сад тверезості № 2 Парк «Піонерський»                                          | Піонерський сквер                                                           | Розпорядження Миколаївського міського голови від 19 лютого 2016 р. № 28р |

## Парки
| Реє- стр. № | Зображення | Назва урбаноніму      | Район       | Місцевість      | Відомості про надання назви | Старі назви                               | Скорочені або неправильно перекладені назви, які зустрічаються в документах | Відомості про перейменування |
| 1.          |            | Парк «Богоявленський» | Корабельний | Богоявленський  |                             |                                           | Парк «Молодіжний»                                                           | рішення Миколаївської міської ради від 20.10.2011 № 10/5                                                                               |
| 2.          |            | Дендропарк «Дружба»   | Корабельний | Богоявленський  |                             |                                           | Парк «Дружба»                                                               | |
| 3.          |            | Парк «Ліски»          | Заводський  | Ліски           |                             |                                           |                                                                             | |
| 4.          |            | Парк «Народний сад»   | Центральний | Воєнна Слобідка |                             | Парк імені Г. І. Петровського             | Парк ім. Г. Петровського                                                    | Розпорядження Миколаївського міського голови від 19 лютого 2016 р. № 28р                                                               |
| 5.          |            | Парк «Перемоги»       | Центральний | Соляні          |                             |                                           |                                                                             | |
| 6.          |            | Парк «Юність»         | Інгульський | ЮТЗ             |                             | Парк «Моряків» Парк Ленінського комсомолу | Парк імені Ленінського комсомолу                                            | рішення виконавчого комітету міської ради від 15.10.68 № 1690 Розпорядження Миколаївського міського голови від 19 лютого 2016 р. № 28р |

## Урочища
| Реє- стр. № | Зображення | Назва урбаноніму          | Район       | Місцевість     | Відомості про надання назви | Старі назви  | Скорочені або неправильно перекладені назви, які зустрічаються в документах | Відомості про перейменування | Зображення |
| 1.          |            | Заповідне урочище «Дубки» | Інгульський | Балка Бєлікова |                             | парк «Дубки» |                                                                             |                              |            |

## Назви населених пунктів, які були об'єднані з містом
| Реє- стр. № | Зображення | Назва урбаноніму | Район       | Відомості про надання назви | Старі назви | Скорочені або неправильно перекладені назви, які зустрічаються в документах | Відомості про перейменування |
| 1.          |            | Балабанівка      | Корабельний |                             |             | с. Балабанівка                                                              |                              |
| 2.          |            | Варварівка       | Центральний |                             |             | смт Варварівка                                                              |                              |
| 3.          |            | Велика Корениха  | Заводський  |                             |             | смт Велика Корениха                                                         |                              |
| 4.          |            | Кульбакине       | Корабельний |                             |             | селище Кульбакине                                                           |                              |
| 5.          |            | Мала Корениха    | Заводський  |                             |             | с. Мала Корениха                                                            |                              |
| 6.          |            | Матвіївка        | Центральний |                             |             | с. Матвіївка                                                                |                              |
| 7.          |            | Соляні           | Центральний |                             |             | селище Соляні                                                               |                              |
| 8.          |            | Тернівка         | Центральний |                             |             | смт Тернівка                                                                |                              |
| 9.          |            | Широка Балка     | Корабельний |                             |             | смт Широка Балка                                                            |                              |

## Райони
| Реє- стр. № | Зображення | Назва урбаноніму | Відомості про надання назви | Старі назви | Скорочені або неправильно перекладені назви, які зустрічаються в документах | Відомості про перейменування                                             |
| 1.          |            | Заводський       |                             |             |                                                                             |                                                                          |
| 2.          |            | Корабельний      |                             |             |                                                                             |                                                                          |
| 3.          |            | Інгульський      |                             | Ленінськьий |                                                                             | Розпорядження Миколаївського міського голови від 19 лютого 2016 р. № 28р |
| 4.          |            | Центральний      |                             |             |                                                                             |                                                                          |

## Назви окремих частин міста, що історично склалися
| Реє- стр. № | Зображення | Назва урбаноніму | Район       | Відомості про надання назви | Старі назви | Скорочені або неправильно перекладені назви, які зустрічаються в документах | Відомості про перейменування |
| 1.          |            | Богоявленський   | Корабельний |                             |             |                                                                             |                              |
| 2.          |            | Ліски            | Заводський  |                             |             |                                                                             |                              |
| 3.          |            | Намив            | Заводський  |                             |             |                                                                             |                              |
| 4.          |            | Новий Водопій    | Інгульський |                             |             |                                                                             |                              |
| 5.          |            | Північний        | Центральний |                             |             |                                                                             |                              |
| 6.          |            | Ракетне Урочище  | Центральний |                             |             |                                                                             |                              |
| 7.          |            | Селище Горького  | Інгульський |                             |             |                                                                             |                              |
| 8.          |            | Сонячний         | Центральний |                             |             |                                                                             |                              |
| 9.          |            | Старий Водопій   | Інгульський |                             |             |                                                                             |                              |
| 10.         |            | Сухий Фонтан     | Заводський  |                             |             |                                                                             |                              |
| 11.         |            | ЮТЗ              | Інгульський |                             |             |                                                                             |                              |
| 12.         |            | Ялти             | Заводський  |                             |             |                                                                             |                              |